# Septoplastyka
Septoplastyka – zabieg laryngologiczny mający na celu korekcję skrzywienia przegrody nosowej. Przegroda powinna przebiegać wzdłuż środka nosa. Kiedy zachodzi na jedną z jam nosowych, wtedy zwęża ją i utrudnia przepływ powietrza. Niedrożność spowodowana przez poważne odkształcenia przegrody prowadzi do przewlekłych schorzeń zatok.
Skrzywienie wynika najczęściej z nieprawidłowości tkanki chrzęstnej. Zabieg polega na wycięciu nieprawidłowych fragmentów tkanek lub przebudowie struktur celem odtworzenia prawidłowych stosunków anatomicznych. Przeprowadza się go w  znieczuleniu ogólnym lub miejscowym. Istnieją różne metody operacyjne, do najbardziej rozpowszechnionych należy metoda podśluzówkowego wycięcia przegrody nosa według Killiana (chrząstkę odpreparowuje się od błony śluzowej, następnie wycina niepotrzebne fragmenty i zakłada szwy na błonę śluzową) lub rekonstrukcja przegrody nosa z dostępu szczękowo-przysiecznego według Cottle'a.